# Ptychogena longigona
Ptychogena longigona är en nässeldjursart som beskrevs av Maas 1893. Ptychogena longigona ingår i släktet Ptychogena och familjen Laodiceidae. Inga underarter finns listade i Catalogue of Life.